# Talheim (Heilbronn)
Talheim er en by i den tyske delstat Baden-Württemberg, som ligger i kreisen Heilbronn. Talheim har 4.792 indbyggere (2007).